# ميك بروف
ميك بروف (بالإنجليزية: Frank Brough) هو مجدف نيوزيلندي، ولد في 8 أكتوبر 1899 في دنيدن في نيوزيلندا، وتوفي بنفس المكان في 25 أكتوبر 1960.

## روابط خارجية
- ميك بروف على موقع اللجنة الأولمبية النيوزيلندية (الإنجليزية)